# Sindaci di Frosinone
Di seguito l'elenco cronologico dei sindaci di Frosinone e delle altre figure apicali equivalenti che si sono succedute nel corso della storia.

## Regno d'Italia (1870-1946)
Sindaci nominati per Regio Decreto (1870-1889)
| Sindaci nominati dal governo (1870-1889) | Sindaci nominati dal governo (1870-1889) | Sindaci nominati dal governo (1870-1889) | Sindaci nominati dal governo (1870-1889) | Sindaci nominati dal governo (1870-1889) |
| Periodo                                  | Periodo                                  | Primo cittadino                          | Partito                                  | Carica                                   |
| ---------------------------------------- | ---------------------------------------- | ---------------------------------------- | ---------------------------------------- | ---------------------------------------- |
| gennaio 1871                             | novembre 1875                            | Domenico Diamanti                        |                                          | Sindaco                                  |
| novembre 1875                            | 3 febbraio 1878                          | Giovanni Battista Grappelli              |                                          | Sindaco facente funzioni                 |
| 3 febbraio 1878                          | 16 gennaio 1882                          | Giovanni Battista Grappelli              |                                          | Sindaco                                  |
| 23 dicembre 1883                         | maggio 1886                              | Cesare Tesori                            |                                          | Sindaco                                  |
| 15 gennaio 1888                          | 9 novembre 1889                          | Giovanni Battista Grappelli              |                                          | Sindaco                                  |

Sindaci eletti dal Consiglio comunale (1889-1927)
| Sindaci eletti dal Consiglio comunale (1889-1926) | Sindaci eletti dal Consiglio comunale (1889-1926) | Sindaci eletti dal Consiglio comunale (1889-1926) | Sindaci eletti dal Consiglio comunale (1889-1926) | Sindaci eletti dal Consiglio comunale (1889-1926) |
| Periodo                                           | Periodo                                           | Primo cittadino                                   | Partito                                           | Carica                                            |
| ------------------------------------------------- | ------------------------------------------------- | ------------------------------------------------- | ------------------------------------------------- | ------------------------------------------------- |
| 9 novembre 1889                                   | 1892                                              | Giovanni Battista Grappelli                       |                                                   | Sindaco                                           |
| 5 maggio 1893                                     | 1895                                              | Giovanni Battista Grappelli                       |                                                   | Sindaco                                           |
| 31 luglio 1895                                    | 1899                                              | Giovanni Battista Grappelli                       |                                                   | Sindaco                                           |
| 1899                                              | 1902                                              | Giovanni Battista Grappelli                       |                                                   | Sindaco                                           |
| 1902                                              | 1904                                              | Giovanni Battista Grappelli                       |                                                   | Sindaco                                           |
| 1904                                              | 1905                                              | Giovanni Battista Grappelli                       |                                                   | Sindaco                                           |
| 19 luglio 1905                                    | 26 settembre 1906                                 | Giovanni Battista Grappelli                       |                                                   | Sindaco                                           |
| 26 settembre 1906                                 | 22 luglio 1907                                    | Domenico Antonio Guglielmi                        |                                                   | Sindaco                                           |
| 22 luglio 1907                                    | 23 luglio 1910                                    | Giacinto Scifelli                                 |                                                   | Sindaco                                           |
| 23 luglio 1910                                    | 21 settembre 1912                                 | Leone Vivoli                                      |                                                   | Sindaco                                           |
| 14 novembre 1912                                  | 29 giugno 1913                                    | Giacinto Scifelli                                 |                                                   | Sindaco                                           |
| 29 giugno 1913                                    | 29 dicembre 1913                                  | Giulio Lattanzi                                   |                                                   | Sindaco facente funzione                          |
| 29 dicembre 1913                                  | 17 novembre 1914                                  | Giulio Lattanzi                                   |                                                   | Sindaco                                           |
| 17 novembre 1914                                  | 21 agosto 1915                                    | Alessandro Renna Iannini                          |                                                   | Sindaco                                           |
| 1916                                              | 25 ottobre 1919                                   | Giuseppe Ferrante                                 |                                                   | Sindaco                                           |
| 25 ottobre 1919                                   | 8 novembre 1919                                   | Alessandro Renna Iannini                          |                                                   | Sindaco                                           |
| 8 novembre 1919                                   | 5 gennaio 1920                                    | Ernesto Pellegrini                                |                                                   | Commissario prefettizio                           |
| 5 gennaio 1920                                    | 9 novembre 1920                                   | Domenico Milani                                   |                                                   | Commissario prefettizio                           |
| 9 novembre 1920                                   | 17 aprile 1923                                    | Pietro Gizzi                                      |                                                   | Sindaco                                           |
| 17 aprile 1923                                    | 8 agosto 1923                                     | Ernesto Pellegrini                                |                                                   | Commissario prefettizio                           |
| 21 agosto 1923                                    | 24 settembre 1923                                 | Antonio Turriziani                                |                                                   | Commissario prefettizio                           |
| 28 settembre 1923                                 | 13 ottobre 1923                                   | Umberto Velli                                     |                                                   | Commissario prefettizio                           |
| 25 ottobre 1923                                   | 14 febbraio 1924                                  | Raffaello Palladino                               |                                                   | Commissario prefettizio                           |
| 22 febbraio 1924                                  | 3 marzo 1925                                      | Alberto Ghislanzoni                               |                                                   | Commissario prefettizio                           |
| 26 marzo 1926                                     | 25 settembre 1925                                 | Umberto Velli                                     |                                                   | Commissario prefettizio                           |
| 15 ottobre 1925                                   | 11 settembre 1926                                 | Steno Pelatti                                     |                                                   | Commissario prefettizio                           |
| 6 ottobre 1926                                    | 2 gennaio 1927                                    | Antonio Turriziani                                |                                                   | Commissario prefettizio                           |

Podestà nominati dal governo (1927-1944)
| Periodo           | Periodo           | Primo cittadino                                     | Partito                    | Carica                  | Note |
| ----------------- | ----------------- | --------------------------------------------------- | -------------------------- | ----------------------- | ---- |
| 2 gennaio 1927    | 17 luglio 1930    | Antonio Turriziani                                  | Partito Nazionale Fascista | Podestà                 |      |
| 17 luglio 1930    | 23 giugno 1931    | Pietro Chiaratti Giovanni De Contini Ulrico Isernia |                            | Commissari prefettizi   |      |
| 23 giugno 1931    | 20 luglio 1934    | Camillo Bracaglia                                   | Partito Nazionale Fascista | Podestà                 |      |
| 20 luglio 1934    | 13 settembre 1935 | Arturo Rota                                         |                            | Commissario prefettizio |      |
| 13 settembre 1935 | 25 giugno 1939    | Giuseppe Ferrante                                   | Partito Nazionale Fascista | Podestà                 |      |
| 25 giugno 1939    | 5 marzo 1940      | Egisto Ferretti Giuseppe Zacchi                     |                            | Commissari prefettizi   |      |
| 5 marzo 1940      | 28 luglio 1943    | Pietro Gizzi                                        | Partito Nazionale Fascista | Podestà                 |      |

Sindaci nominati dal Comitato di Liberazione Nazionale (1944-1946)
| Periodo         | Periodo         | Primo cittadino  | Partito                     | Carica                   | Note |
| --------------- | --------------- | ---------------- | --------------------------- | ------------------------ | ---- |
| 22 giugno 1944  | 13 ottobre 1944 | Domenico Marzi   | Partito Comunista Italiano  | Sindaco indicato dal CLN |      |
| 13 ottobre 1944 | 11 giugno 1945  | Giacomo De Palma | Democrazia Cristiana        | Sindaco indicato dal CLN |      |
| 11 giugno 1945  | 8 aprile 1946   | Luigi Valchera   | Partito Socialista Italiano | Sindaco indicato dal CLN |      |

## Repubblica Italiana (dal 1946)
| Sindaci eletti dal consiglio comunale (1946-1995)    | Sindaci eletti dal consiglio comunale (1946-1995) | Sindaci eletti dal consiglio comunale (1946-1995) | Sindaci eletti dal consiglio comunale (1946-1995)    | Sindaci eletti dal consiglio comunale (1946-1995) | Sindaci eletti dal consiglio comunale (1946-1995) | Sindaci eletti dal consiglio comunale (1946-1995) | Sindaci eletti dal consiglio comunale (1946-1995) | Sindaci eletti dal consiglio comunale (1946-1995) |
| Nominativo                                           | Nominativo                                        | Partito                                           | Partito                                              | Partito                                           | Partito                                           | Mandato                                           | Mandato                                           | Elezione                                          |
| Nominativo                                           | Nominativo                                        | Partito                                           | Partito                                              | Partito                                           | Partito                                           | Inizio                                            | Fine                                              | Elezione                                          |
| ---------------------------------------------------- | ------------------------------------------------- | ------------------------------------------------- | ---------------------------------------------------- | ------------------------------------------------- | ------------------------------------------------- | ------------------------------------------------- | ------------------------------------------------- | ------------------------------------------------- |
|                                                      | Domenico Ferrante                                 |                                                   | Democrazia Cristiana                                 | Democrazia Cristiana                              | Democrazia Cristiana                              | 8 aprile 1946                                     | 1951                                              | Elezione 1946                                     |
| 1952                                                 | Domenico Ferrante                                 | 1956                                              | Democrazia Cristiana                                 | Democrazia Cristiana                              | Democrazia Cristiana                              | Elezione 1952                                     |                                                   |                                                   |
| 1956                                                 | Domenico Ferrante                                 | gennaio 1961                                      | Democrazia Cristiana                                 | Democrazia Cristiana                              | Democrazia Cristiana                              | Elezione 1956                                     |                                                   |                                                   |
|                                                      | Armando Vona                                      |                                                   | Democrazia Cristiana                                 | Democrazia Cristiana                              | Democrazia Cristiana                              | gennaio 1961                                      | aprile 1964                                       | Elezione 1960                                     |
|                                                      | Guido Valchera                                    |                                                   | Democrazia Cristiana                                 | Democrazia Cristiana                              | Democrazia Cristiana                              | aprile 1964                                       | luglio 1964                                       | Elezione 1960                                     |
|                                                      | Armando Vona                                      |                                                   | Democrazia Cristiana                                 | Democrazia Cristiana                              | Democrazia Cristiana                              | luglio 1964                                       | febbraio 1965                                     | Elezione 1960                                     |
|                                                      | Armando Riccardi                                  |                                                   | Democrazia Cristiana                                 | Democrazia Cristiana                              | Democrazia Cristiana                              | febbraio 1965                                     | aprile 1968                                       | Elezioni 1964                                     |
|                                                      | Pasquale Bevilacqua (Commissario prefettizio)     |                                                   | –                                                    | –                                                 | –                                                 | aprile 1968                                       | luglio 1969                                       | –                                                 |
|                                                      | Dante Spaziani                                    |                                                   | Democrazia Cristiana                                 | Democrazia Cristiana                              | Democrazia Cristiana                              | luglio 1969                                       | febbraio 1971                                     | Elezione 1969                                     |
|                                                      | Alessio Paolo Pesci                               |                                                   | Democrazia Cristiana                                 | Democrazia Cristiana                              | Democrazia Cristiana                              | febbraio 1971                                     | 1974                                              | Elezione 1969                                     |
| 1974                                                 | Alessio Paolo Pesci                               | 27 maggio 1976                                    | Democrazia Cristiana                                 | Democrazia Cristiana                              | Democrazia Cristiana                              | Elezione 1974                                     |                                                   |                                                   |
|                                                      | Ivo Sampaoli                                      |                                                   | Democrazia Cristiana                                 | Democrazia Cristiana                              | Democrazia Cristiana                              | Elezione 1974                                     | 27 maggio 1976                                    | dicembre 1976                                     |
|                                                      | Aldo D'Agostini                                   |                                                   | Democrazia Cristiana                                 | Democrazia Cristiana                              | Democrazia Cristiana                              | Elezione 1974                                     | dicembre 1976                                     | aprile 1977                                       |
|                                                      | Alessio Paolo Pesci                               |                                                   | Democrazia Cristiana                                 | Democrazia Cristiana                              | Democrazia Cristiana                              | Elezione 1974                                     | aprile 1977                                       | settembre 1980                                    |
|                                                      | Dante Spaziani                                    |                                                   | Democrazia Cristiana                                 | Democrazia Cristiana                              | Democrazia Cristiana                              | settembre 1980                                    | 1985                                              | Elezione 1980                                     |
| 1985                                                 | Dante Spaziani                                    | agosto 1986                                       | Democrazia Cristiana                                 | Democrazia Cristiana                              | Democrazia Cristiana                              | Elezione 1985                                     |                                                   |                                                   |
|                                                      | Miranda Paniccia Certo                            |                                                   | Democrazia Cristiana                                 | Democrazia Cristiana                              | Democrazia Cristiana                              | Elezione 1985                                     | 1986                                              | 29 marzo 1988                                     |
|                                                      | Dante Schietroma                                  |                                                   | Partito Socialista Democratico Italiano              | Partito Socialista Democratico Italiano           | Partito Socialista Democratico Italiano           | Elezione 1985                                     | 29 marzo 1988                                     | 23 ottobre 1989                                   |
|                                                      | Angelo Cristofari                                 |                                                   | Democrazia Cristiana                                 | Democrazia Cristiana                              | Democrazia Cristiana                              | Elezione 1985                                     | 23 ottobre 1989                                   | 28 luglio 1990                                    |
|                                                      | Giuseppe Marsinano                                |                                                   | Democrazia Cristiana                                 | Democrazia Cristiana                              | Democrazia Cristiana                              | 28 luglio 1990                                    | 12 dicembre 1990                                  | Elezione 1990                                     |
|                                                      | Lucio Valle                                       |                                                   | Democrazia Cristiana                                 | Democrazia Cristiana                              | Democrazia Cristiana                              | 13 dicembre 1990                                  | 27 luglio 1992                                    | Elezione 1990                                     |
|                                                      | Sandro Lunghi                                     |                                                   | Democrazia Cristiana                                 | Democrazia Cristiana                              | Democrazia Cristiana                              | 27 luglio 1992                                    | 8 maggio 1995                                     | Elezione 1990                                     |
| Sindaci eletti direttamente dai cittadini (dal 1995) |                                                   |                                                   |                                                      |                                                   |                                                   |                                                   |                                                   |                                                   |
| Nominativo                                           | Nominativo                                        | Partito                                           | Partito                                              | Coalizione                                        | Coalizione                                        | Mandato                                           | Mandato                                           | Elezione                                          |
| Nominativo                                           | Nominativo                                        | Partito                                           | Partito                                              | Coalizione                                        | Coalizione                                        | Inizio                                            | Fine                                              | Elezione                                          |
|                                                      | Paolo Fanelli                                     |                                                   | Forza Italia                                         |                                                   | FI-AN-CCD                                         | 8 maggio 1995                                     | 23 dicembre 1997                                  | Elezione 1995                                     |
|                                                      | Enrico Laudanna (Commissario prefettizio)         | –                                                 | –                                                    | –                                                 | –                                                 | 23 dicembre 1997                                  | 8 giugno 1998                                     | –                                                 |
|                                                      | Domenico Marzi                                    |                                                   | Democratici di Sinistra                              |                                                   | DS-SDI-PPI-FdV                                    | 8 giugno 1998                                     | 11 giugno 2002                                    | Elezione 1998                                     |
|                                                      | Domenico Marzi                                    | DS-SDI-DL-FdV                                     | Democratici di Sinistra                              | 11 giugno 2002                                    | 29 maggio 2007                                    | Elezione 2002                                     |                                                   |                                                   |
|                                                      | Michele Marini                                    |                                                   | Partito Democratico                                  |                                                   | PD-SDI-UDEUR-PRC-PdCI-FdV                         | 29 maggio 2007                                    | 23 maggio 2012                                    | Elezione 2007                                     |
|                                                      | Nicola Ottaviani                                  |                                                   | Il Popolo della Libertà poi Forza Italia (2012-2019) |                                                   | PdL-L. civiche                                    | 23 maggio 2012                                    | 12 giugno 2017                                    | Elezione 2012                                     |
|                                                      | Nicola Ottaviani                                  | FI-AP-FdI-L. civiche                              | Il Popolo della Libertà poi Forza Italia (2012-2019) | 12 giugno 2017                                    | 29 giugno 2022                                    | Elezione 2017                                     |                                                   |                                                   |
|                                                      | Nicola Ottaviani                                  | FI-AP-FdI-L. civiche                              | Lega per Salvini Premier (dal 2019)                  | 12 giugno 2017                                    | 29 giugno 2022                                    | Elezione 2017                                     |                                                   |                                                   |
|                                                      | Riccardo Mastrangeli                              |                                                   | Forza Italia                                         |                                                   | FdI-FI-Lega-L. civiche                            | 29 giugno 2022                                    | in carica                                         | Elezione 2022                                     |